# Одиар, Жак
Жак Одиа́р (фр. Jacques Audiard; род. 30 апреля 1952, Париж, Франция) — французский кинорежиссёр и сценарист.

## Биография
Жак Одиар родился 30 апреля 1952 года в семье известного сценариста и режиссёра Мишеля Одиара. Готовился стать преподавателем, но бросил учёбу на втором курсе ради кино. Работал монтажёром. В начале 1980-х годов попробовал себя в написании сценариев. Создал сценарии для фильмов «Профессионал» (с Бельмондо в главной роли), Неуловимый Боб /Reveillon chez Bob/, Смертельная прогулка /Mortelle randonnee/, Бакстер /Baxter/, Радиочастота убийства /Frequence meurtre/.
В 1994 году Одиар снял свой первый фильм — Смотри, как падают люди /Regarde les hommes tomber/ (1994). Мрачный роуд-муви о взаимоотношениях совершенно разных людей (Матьё Кассовиц и Жан-Луи Трентиньян) принёс режиссёру престижную премию «Сезар» за «лучший дебют» и премию «Жорж Садуль».
В следующий проект Одиар снова позвал Матье Кассовица на главную роль. Свой второй фильм, Никому не известный герой /Un heros tres discret/ Жак снял по одноимённому роману Жан-Франсуа Деньо. Это история о парне, сфальсифицировавшем участие во французском Сопротивлении, который становится национальным героем.
Он считает себя лишь мастеровым в области кино, а потому проходит целых пять лет перед тем, как ставит свой третий фильм «Читай по губам» (2001), историю любви на фоне жестокого детектива, с Эмманюэль Дево и Венсаном Касселем в главных ролях. Этот третий фильм, по роману Тонино Бенаквиста принёс ему 9 номинаций на премию «Сезар», среди которых «лучший фильм», «лучший режиссёр», «лучший актёр» (Венсан Кассель). В результате лента была удостоена трёх наград: «лучшая актриса» (Эмманюэль Дево), а также за сценарий и звук. Бенаквиста — тоже поэт неудачников, только относится к ним гораздо нежнее, чем Одиар, и даже даёт им право на чудо. «Читай по губам» — история двух образцовых «лузеров», которым ничего в жизни не светит. Она — секретарша с минимумом внешних данных, зато глухая. Умеет читать по губам, но читать ей нечего, кроме сальностей, отпускаемых коллегами по офису, пока в контору не нанимается только что вышедший из тюрьмы паренек.
В 2015 году фильм «Дипан» удостоен «Золотой пальмовой ветви» Каннского кинофестиваля.
В 2019 году получил премию французского кинофестиваля «Сезар» как лучший режиссёр (фильм «Братья Систерс»).

## Фильмография
| Год  | На русском                  | На языке оригинала              | Роль                          | Бюджет         |
| 1994 | Смотри, как падают люди     | Regarde les hommes tomber       | режиссёр, сценарист           |                |
| 1996 | Никому не известный герой   | Un héros très discret           | режиссёр, сценарист           | FRF 29 000 000 |
| 2001 | Читай по губам              | Sur mes lèvres                  | режиссёр, сценарист           | FRF 49 000 000 |
| 2005 | Моё сердце биться перестало | De battre mon cœur s’est arrêté | режиссёр, сценарист           | €5 300 000     |
| 2009 | Пророк                      | Un prophète                     | режиссёр, сценарист           | €12 000 000    |
| 2012 | Ржавчина и кость            | De rouille et d’os              | режиссёр, сценарист           | €16 000 000    |
| 2015 | Дипан                       | Dheepan                         | режиссёр, сценарист           | € 7 984 811    |
| 2018 | Братья Систерс              | The Sisters Brothers            | режиссёр, сценарист           | $38 000 000    |
| 2021 | Париж, 13-й округ           | Paris, 13th District            | режиссёр, сценарист           |                |
| 2024 | Эмилия Перес                |                                 | режиссёр, сценарист, продюсер |                |